# Lotus 112
O 112 seria o modelo da Lotus para a temporada de Fórmula 1 de 1995.

## O nascimento do 112
A Lotus, mesmo em crise, planejava disputar o campeonato de 1995. O projetista seria novamente Chris Murphy, o mesmo que concebeu o Lotus 107 e o Lotus 109 em 1994. O motor seria o Mugen-Honda, o mesmo do ano anterior e seus pilotos seriam das duas últimas provas da temporada passada: o italiano Alessandro Zanardi e o finlandês Mika Salo.

## Por que o 112 foi barrado
Em 17 de janeiro de 1995, a enorme dívida da Lotus, calculada em U$12 milhões de dólares, fez com que David Hunt (irmão mais novo de James Hunt (campeão de F1 em 1976) e falecido em junho de 1993) fechasse a escuderia.
David Hunt fez uma aliança com a Pacific Racing em 23 de fevereiro de 1995 para se chamar Pacific Team Lotus.